# Warwick Banks
Pour les articles homonymes, voir Banks.
Warwick Banks est un pilote automobile britannique, né le 12 juillet 1939.

## Biographie
Après avoir couru sur une Turner (en)-Climax GT en 1963, Warwick Banks est engagé par Ken Tyrrell pour courir, aux côtés de Jackie Stewart sur des Cooper-BMC de Formule 3. Si son équipier domine la saison, Banks se distingue par une victoire au Trophée international du Guards (à Brands Hatch), une seconde place à Rouen et une 3e au Trophée Vigorelli (à Monza). 
Parallèlement, Tyrrell engage les Mini Cooper officielles en tourisme. À leur volant, Banks remporte le championnat européen de tourisme.
En 1965, Banks poursuit dans les épreuves de Tourisme, finissant second du championnat britannique (et premier de sa classe) sur une Mini Cooper officielle. Il effectue également quelques apparitions en Formule 3 pour Tyrrell (vainqueur du BARC 200 à Silverstone et second au Spring Trophy à Oulton Park).
À partir de 1988, Banks revint à la compétition, dans les épreuves historiques, notamment sur MG.

## Palmarès
- Une victoire à Brands Hatch en Championnat de Grande-Bretagne de Formule 3 en 1964
- Vainqueur du Championnat d'Europe FIA des voitures de tourisme en 1964
- Vainqueur des 1 000 miles de Brands Hatch en 1965 associé à John Rhodes sur une MG[1]
- Vainqueur de la catégorie GT3 aux 12 Heures de Sebring en 1965 associé à Paul Hawkins[2]